# 克拉布特里 (北卡羅萊納州)
克拉布特里（英語：Crabtree）是位於美國北卡羅萊納州海伍德縣的非建制地區。

## 歷史
克拉布特里的郵局於1844年設立，其後於1934年停運。

## 地理
克拉布特里所處的海拔為高於海平面773米（即2536英呎），而該地所採用的時區為UTC-5，即北美东部时区（EST）。同時該地設有夏令時間，為UTC-5調快一小時，即UTC-4（EDT）。